# Raven (musikgrupp)
Raven är ett engelskt heavy metal-band bildat 1975 och de var ett av banden under New Wave of British Heavy Metal-eran. I början av karriären var de bland annat förband åt punkband som The Stranglers och The Motors och de klassar sig själva som "atletisk rock". 1985 hade de en MTV-hit med låten "On and On". De räknas som pionjärer inom speed- och thrash metal och har turnerat med bland andra Metallica, Anthrax, Testament, Saxon, Accept, W.A.S.P., Kreator, Anvil, U.D.O. och Machine Head. De fick smeknamnet "Kings of thrash metal" av flera musiktidningar under 1980-talet.
Raven skivdebuterade 1981 och klassas som ett av de största namnen inom New Wave of British Heavy Metal även om de skiljde sig mycket från andra band i genren På de första skivorna är allt inspelat live i studion för att få fram ett så rått och tungt sound som möjligt. På senare skivor experimenterade de mycket med musiken och använde ibland även reggae-rytmer i sina låtar för att skapa ett eget sound. På scenen hade de ofta en atletisk look med näthandskar och dylikt och ibland även amerikanska fotbollshjälmar och skydd.
Bandet är goda vänner med Udo Dirkschneider från Accept och U.D.O. och på sin tredje skiva spelade de in en cover på Steppenwolfs "Born to be Wild" tillsammans med honom.
John Gallagher spelade en kort tid under början av 1990-talet i Paul Di'Annos band Killers.
2001 var sångaren och basisten John Gallagher med om en olycka och han fick problem med sitt ben. Det ledde till att bandet har haft ett uppehåll men planerar att släppa en ny skiva någon gång under 2008.inaktuell uppgift.
Andra band och artister som nämnt Raven som influenser är bland annat Kreator, Celtic Frost, Atomkraft, Audiopain, Galactic Cowboys, Flotsam and Jetsam, Billy Sheehan (David Lee Roth, Mr. Big, Steve Vai), Skid Row och Phil Anselmo (Pantera, Superjoint Ritual, Down).
Enligt bandet själva är deras influenser Slade, Status Quo, Sweet, Led Zeppelin, Deep Purple, Black Sabbath, Budgie, Judas Priest, Thin Lizzy, Queen, Emerson, Lake & Palmer, Yes, Grand Funk Railroad, Cheap Trick, AC/DC med flera.

## Medlemmar
Nuvarande medlemmar
- John Gallagher – basgitarr, sång (1974– )
- Mark Gallagher – gitarr, bakgrundssång (1974– )
- Mike Heller – trummor (2018– )

Tidigare medlemmar
- Paul Bowden – gitarr, bakgrundssång (1974–1979)
- Paul Sherrif – trummor (1975–1976)
- Mike "Mick" Kenworthy – trummor (1976–1977)
- Sean Taylor – trummor (1977–1979)
- Pete Shore – gitarr, bakgrundssång (1979–1980)
- Rob "Wacko" Hunter – trummor (1979–1987)
- Joe Hasselvander – trummor, bakgrundssång (1987–2018)

Turnerande medlemmar
- Dave Chedrick – trummor (2017– )
- Jimmy Mess – trummor (2017)
- Mike Heller – trummor (2017–2018)

## Diskografi
Studioalbum
- 1981 – Rock Until You Drop
- 1982 – Wiped Out
- 1983 – All for One
- 1985 – Stay Hard
- 1986 – The Pack is Back
- 1987 – Life's a Bitch
- 1988 – Nothing Exceeds Like Excess
- 1991 – Architect of Fear
- 1994 – Glow
- 1997 – Everything Louder
- 2000 – One for All
- 2009 – Walk Through Fire

Livealbum
- 1984 – Live at the Inferno
- 1995 – Destroy All Monsters/Live in Japan

Samlingsalbum
- 1985 – The Devils Carrion
- 1990 – Unrealesed Tracks
- 1993 – Mind Over Metal
- 1999 – Raw Tracks
- 2002 – All Systems Go! - The Neat Anthology

EP
- 1982 – Crash Bang Wallop
- 1986 – MAD
- 1991 – Heads Up!

Singlar
- 1983 – "Break The Chain"
- 1985 – "On and On"